# The Beatles
A The Beatles angol beatzenekar volt, a popzene egyik legnagyobb hatású és legsikeresebb zenekara. A popkultúra egészét nézve kevesen voltak, akik népszerűségükhöz, kritikai elismertségükhöz és széles körű kulturális hatásukhoz mérhetőek.
A Beatles több eladási rekordot is felállított és több mint ötven Top 40-es kislemezük jelent meg. Az első brit zenekar volt, mely folyamatos népszerűségre tett szert az USA-ban, nem kevesebb mint 27 n° 1 helyezett dalt jegyezve csak Nagy-Britanniában és az USA-ban; ennek köszönhetően a Beatles a 20. század legsikeresebb zenekara lett. Az EMI 1985-ös becslései szerint addigra már több mint egymilliárd lemezt adtak el világszerte. „Yesterday” című daluk a modern kori zenetörténet legtöbbször feldolgozott dala (több mint 3000 változata létezik).

## Az együttes tagjai
- John Lennon – (ének és háttérvokál, ritmusgitár, billentyűs hangszerek)
- Paul McCartney – (ének és háttérvokál, basszusgitár, zongora)
- George Harrison – (ének és háttérvokál, szólógitár, szitár)
- Ringo Starr – (dob, ének és háttérvokál)

Mindannyian az angliai Liverpoolban születtek. A zenekar elsődleges dalszerzői Lennon és McCartney voltak. Karrierjük során kiadott lemezeik többségének a producere George Martin volt. Menedzserük 1967-ben bekövetkezett haláláig Brian Epstein volt.

## A zenéjük stílusa
Legkorábbi szerzeményeik rock and roll és R&B-gyökerű dalok, néha balladák voltak. Az évek során zeneszerzőkként és előadókként is egyre összetettebbé váltak. Rengeteg stílust kipróbáltak, többször egybeolvasztottak néhányat. A számtalan stílus ellenére dalaik védjegye az ének és a vokál minősége volt. A pop és rock mellett folk, country, rockabilly, blues, soul, doo-wop és sok más is vegyült zenéjükbe. Több új zenei irányzatnak voltak az úttörői, ezek közé tartozik a pszichedelia („Strawberry Fields Forever”). Szintén először használtak dalaikban komolyzenei megoldásokat, nagyzenekari hangszereket, vagy éppen egy egész nagyzenekart. Többek között nekik köszönhető a mai szintetizátor elődei és különféle elektronikus effektek meghonosítása a zenében, előszeretettel használtak például visszafordítva lejátszott hangszalagokat, olyan hangzásvilágot hoztak létre, ami az akkori technikai körülményekhez képest rendkivül újnak hatott. Érdekesség, hogy a The Rolling Stones első slágere, az I' Wanna Be Your Man, is Lennon-McCartney szerzemény, később a Beatles is kiadta saját előadásában.
1963-as feltűnésük igazi szenzációt jelentett az Egyesült Királyságban, fiatal, sikoltozó és ájuldozó lányok tömegei követték őket; a brit sajtó a jelenségre a „Beatlemánia” nevet akasztotta. Ez 1964 elejére átterjedt Észak-Amerikára és az együttes hamarosan világszerte népszerű lett. Öt év alatt korai sikereik kétségtelenül egyszerű zenéjét (mint a „She Loves You” és az „I Want to Hold Your Hand”) művészi, igényes dalokká fejlesztették. Ők írták a dalaikat, feszegették a stúdiók felvételi lehetőségeinek határait, minden lemezük új, addig példa nélküli hangzásvilágot ért el (az amerikai stúdióknál gyakran gyengébb hangminőség ellenére) – mindezekkel hosszútávú befolyást gyakoroltak a rockzenére. Filmeket készítettek, a sajtó minden lépésüket követte és mintegy szimbolikus vezetői lettek az 1960-as évek ellenkultúrájának, nyilvánosan kutatva a keleti miszticizmust, a tudatmódosító szereket és a forradalmi politikát.
Az együttes 1970-ben oszlott fel.

## Történetük

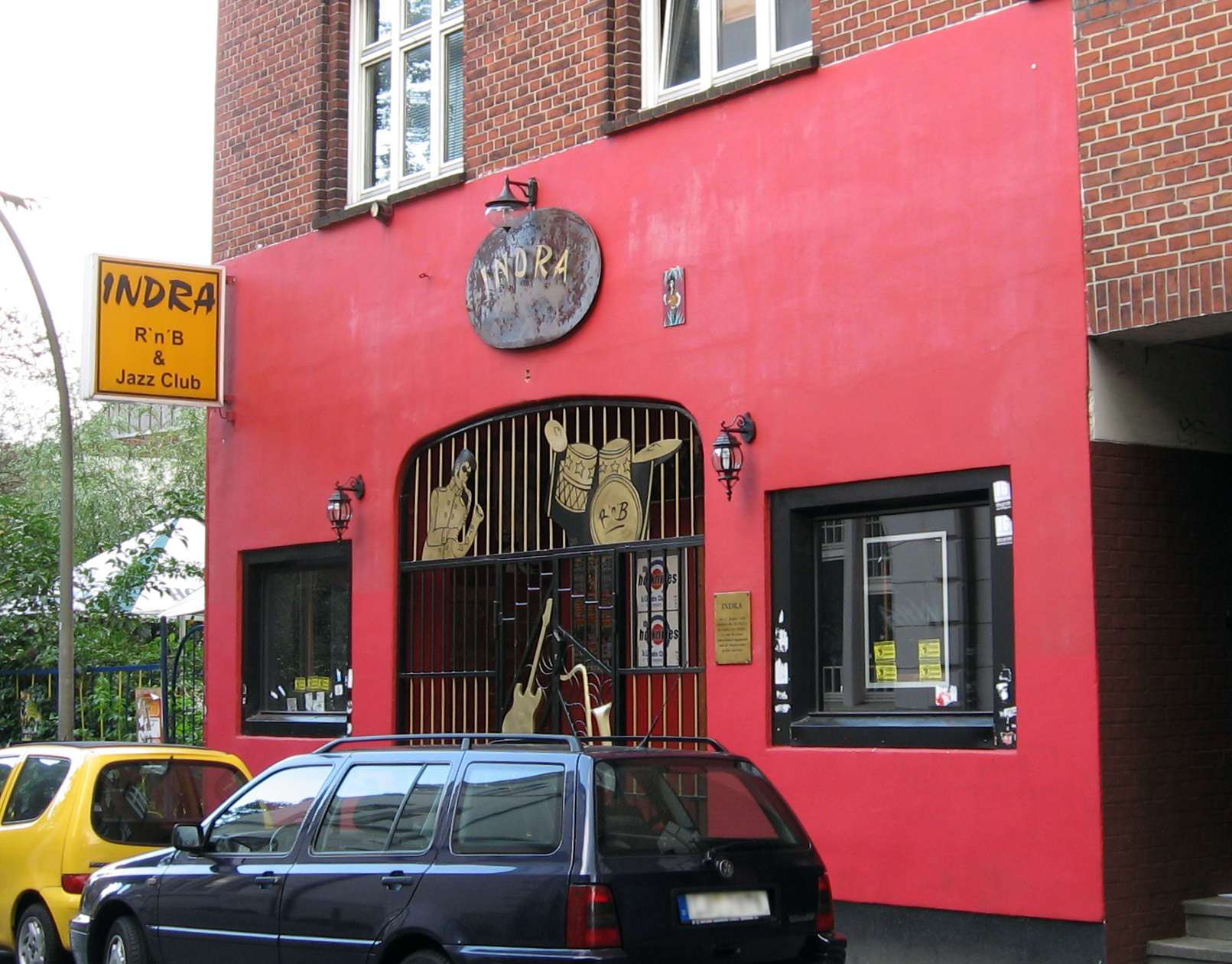
Az Indra Club, ahol a Beatles először játszott, miután megérkeztek Hamburgba

John Lennon 1956 nyarán alakította a The Quarrymen nevű skiffle zenekart. 1957. július 6-án egy rendezvényen léptek fel és ekkor találkozott Paul McCartneyval, aki hamarosan csatlakozott hozzájuk. 1958-ban egy ifjú gitáros, George Harrison került az együttesbe, amely különböző neveken játszott. 1960-ban Hamburgba utaztak, ahol megállapodtak a The Beatles név mellett. Stuart Sutcliffe ekkoriban, 1960–61-ben szintén velük játszott, és hatással volt megjelenésükre, stílusukra. Menedzserként időnként Allan Williams vagy Sam Leach dolgozott velük, amíg 1962-ben Brian Epstein véglegesen át nem vette ezt a szerepet. Segítségével szerződtek az EMI lemezkiadó Parlophone csoportjához. Az ekkor már két éve velük játszó, Pete Best nevű dobosukat kénytelenek voltak elküldeni, mert a Parlophone zenei producere, George Martin nem volt elégedett a teljesítményével, helyette Ringo Starr került a zenekarba.
A „Beatlemánia” Nagy-Britanniában kezdődött 1963. október 13-án: ekkor adtak televízió közvetítette koncertet a londoni Palladiumban. Hamarosan átterjedt az Egyesült Államokra, az Ed Sullivan Showban való fellépések hatására. A popzenekar világméretű szenzáció lett, óriási rajongótáborral és dühödt támadásokkal a kulturális kritika és elismert előadók, mint Frank Sinatra részéről a zenéjüket (amelyet faragatlannak és zeneietlennek minősítettek) vagy megjelenésüket (botrányosan hosszú hajukat) illetően.
1964-ben a Billboard 100-as slágerlistáján az öt vezető helyet foglalták el; ezt a teljesítményt azóta sem sikerült senkinek sem megismételni.

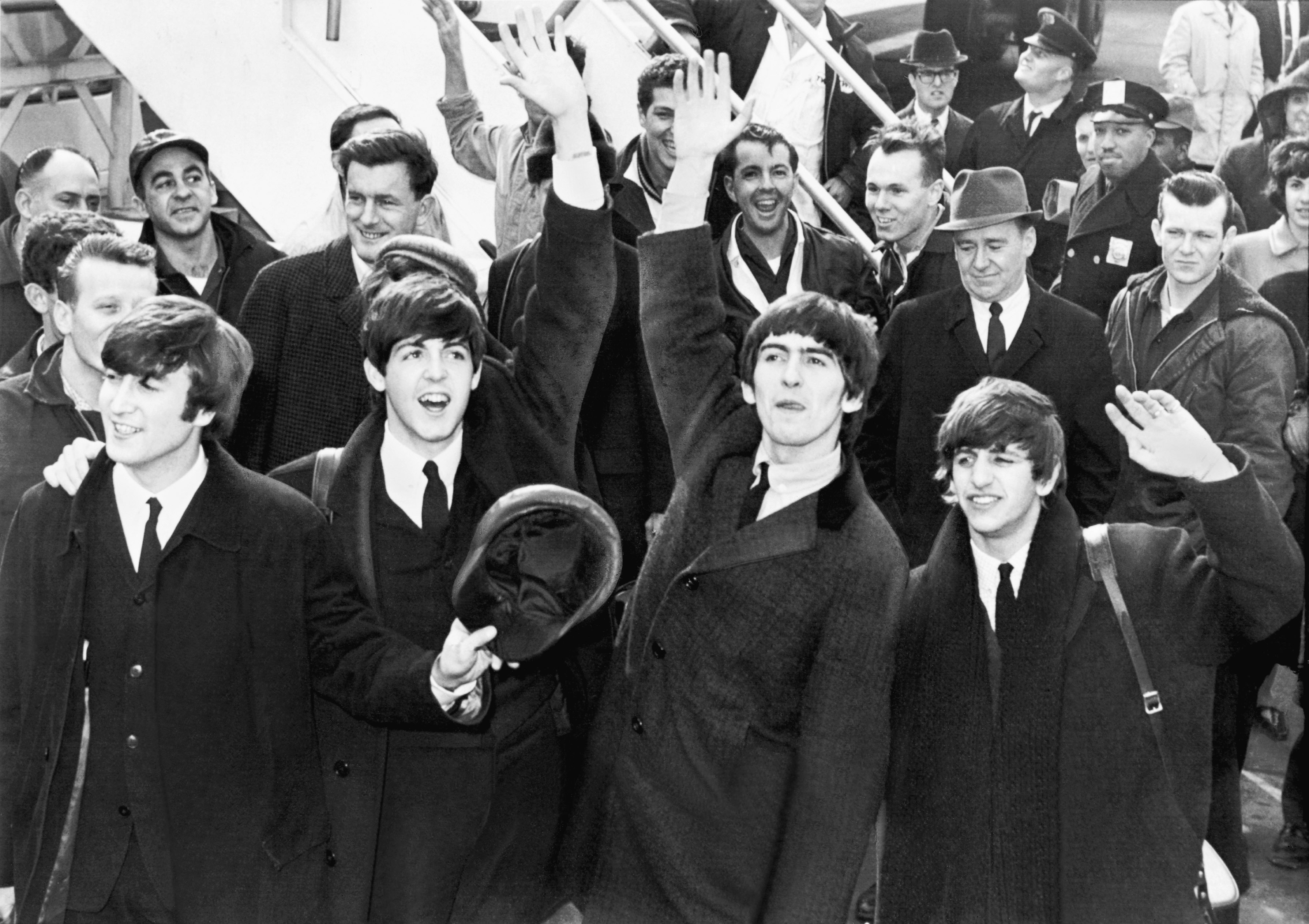
A Beatles a JFK Repülőtéren, New Yorkban, 1964. február 7-én

1965-ben az MBE (Member of the Order of the British Empire; a Brit Birodalom Rendjének tagja) érdemrend ötödik osztályával tüntették ki őket, amely ugyan még nem jár lovagi címmel, de így is elég nagy vihart kavart. Szerintük ez nem is nekik járna, hanem menedzserüknek, miszerint MBE=Mr.Brian Epstein. Lennon és Harrison ebben az évben kezdtek kísérletezni az LSD-vel, McCartney 1966-ban követte őket. S később a Lucy in the Sky with Diamonds c. számukat be is tiltatták, mert úgy találták, hogy a dal kábítószerre buzdítja a fiatalokat.
Lennon egy óriási botrányt kiváltó interjúban kijelentette, hogy a kereszténység haldoklik, és hogy a „Beatles népszerűbb, mint Jézus” Később, a heves bírálatokat követően egy sajtótájékoztatón bocsánatot kért, mert a Beatles dalait tiltólistára tették az amerikai rádiók, a déli államokban nyilvánosan égették el lemezeiket és olyan radikális csoportoktól kaptak fenyegetéseket, mint a Ku-Klux-Klan.
Utolsó hivatalos koncertjüket San Franciscóban adták 1966. augusztus 29-én; ezek után a lemezekre koncentráltak. Kompozícióik és zenei kísérleteik megnövelték művészi elismertségüket, miközben megőrizték óriási népszerűségüket, de később az önálló koncepciók kierőszakolása, főleg McCartney részéről neheztelést is kiváltott a tagokban, ahogy ez az 1967-es Sgt. Pepper’s Lonely Hearts Club Band albumnál történt. Pénzügyi helyzetük is rosszabbodni kezdett menedzserük, Brian Epstein 1967-es halála után, valamint az időközben megjelent új együttesek népszerűsége hatására és a zenekar kezdett szétesni. Közkeletű vélekedés, hogy Lennon új felesége, Yoko Ono jelenléte és befolyása mételyezte meg a tagok kapcsolatát és az együttes munkáját, de ez csak részben igaz. Epstein halála után ugyanis új menedzser után kellett nézniük, mert az Apple nevű kiadójuk is ráfizetéses volt, és azt Allen Klein személyében találták meg, aki viszont több zenei ügyfelét, például a Rolling Stonest is megkárosította. Mick Jagger óva is intette az együttest a simlis Kleintől, aki később börtönbe is került csalás miatt. Klein személye is konfliktus forrása lett, mert McCartney, aki nem bízott Kleinben, felesége, Linda Eastman apját és bátyját javasolta a célra, akik eleve menedzseléssel foglalkoztak, de Lennonék a behízelgő modorú Klein mellett döntöttek. McCartney pedig úgy érezte, hogy Lennon és  Klein megpróbálják ellehetetleníteni, amitől betelt nála a pohár. 1968-ban, a Fehér Album felvételekor már érezhetően hiányzott az összhang az együttesből, mivel addigra mindenki, de főleg Lennon és McCartney is önálló szerzeményekben gondolkodott.
Utolsónak minősíthető koncertjük egy, az Apple stúdió tetején történő élő fellépés 1969 januárjában, amelynek a felvételei végül a Let It Be albumon jelentek meg. 1969-ben vették fel utolsó valóban közös albumukat, az Abbey Roadot (bár 1970-ben több, korábban felvett számot dolgoztak át és jelentettek meg a Let It Be lemezen) 1970-ben hivatalosan is feloszlottak és Lennon 1980-as halálával az újraegyesülés minden reménye elveszett. Ettől függetlenül történt egy „virtuális” egyesülés, mert 1995-ben két, eredetileg Lennon-felvételt, a „Free as a Bird”-öt és a „Real Love”-ot a Beatles egykori tagjai átdolgoztak, és megjelentették az egyéb, kiadatlan anyagokat tartalmazó albumukon és a kapcsolódó dokumentumfilmen, a „The Beatles Anthology” projekt keretében.

## 1970-napjainkig: A The Beatles után

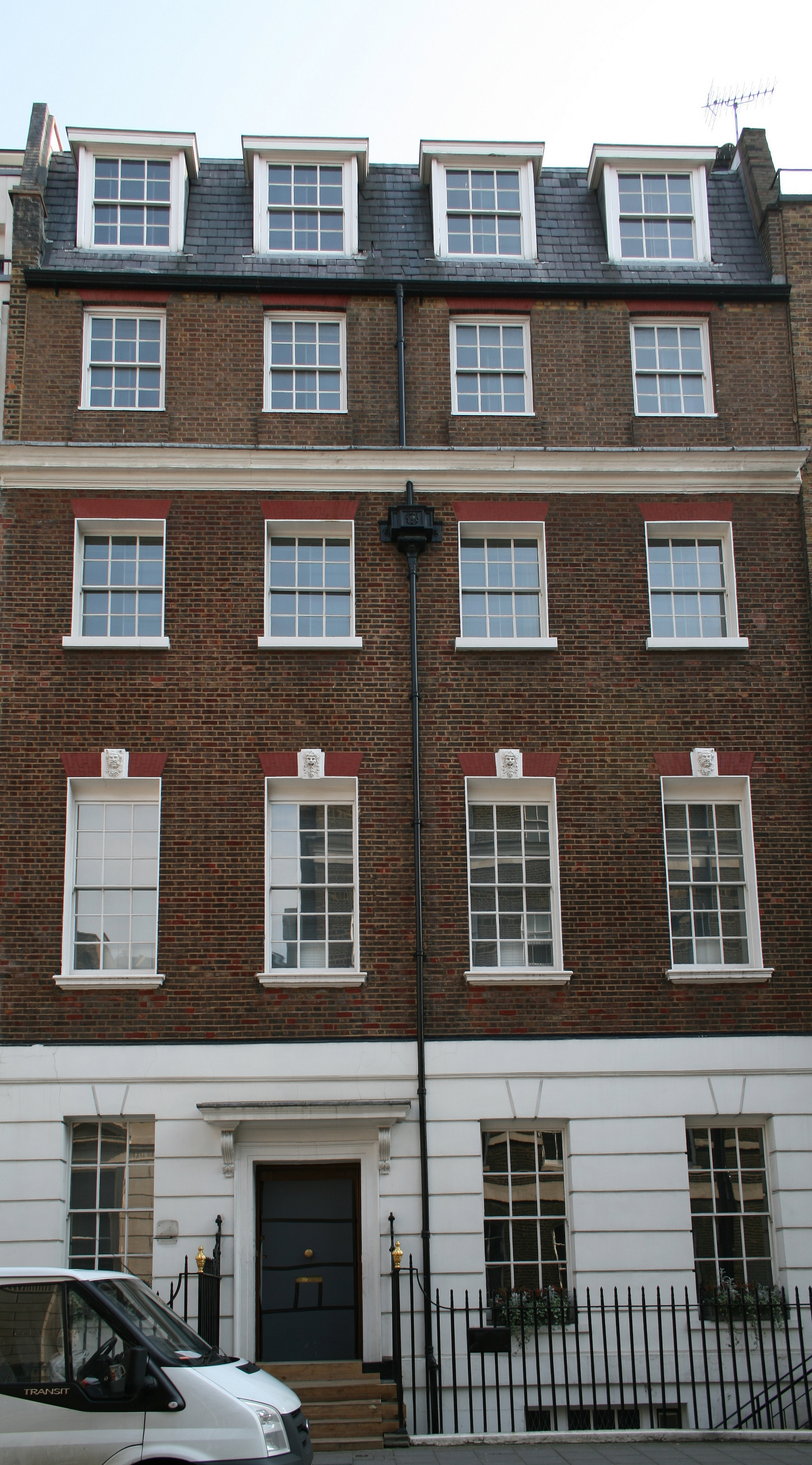
Az Apple Records épülete a Savile Row 3 szám alatt

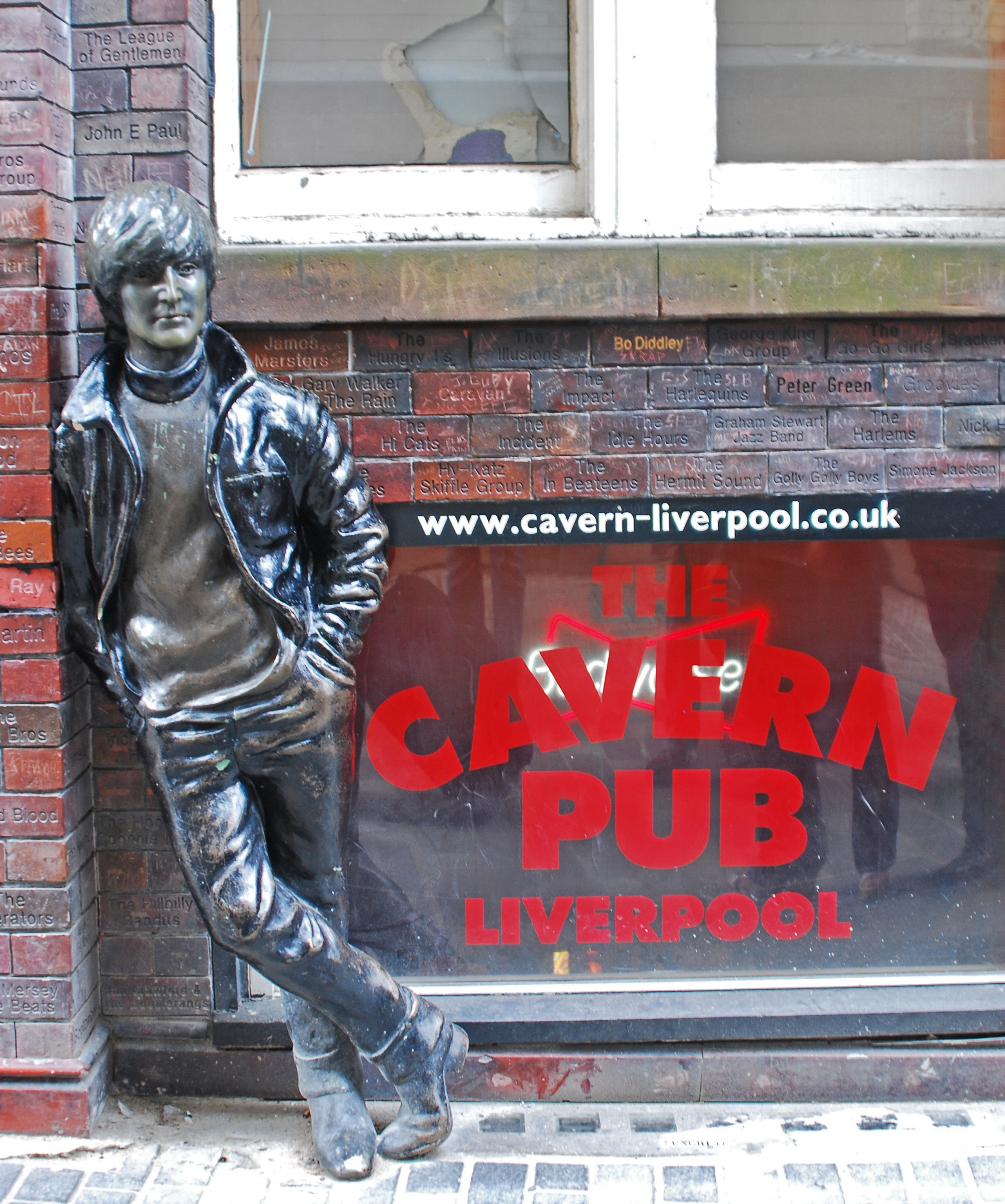
John Lennon szobra Liverpoolban

A zenekar hivatalos feloszlása előtt és után, mind a négy Beatle jelentetett meg szólóalbumot, beleértve Lennon John Lennon/Plastic Ono Bandjét, McCartney McCartney-ját, Starr Sentimental Journey-jét és Harrison All Things Must Pass-ét. Egyes albumaik tartalmaznak együttműködéseket alapító Beatles tagokkal; Starr Ringoja (1973) az egyetlen ami tartalmaz kompozíciókat, előadásokat mind a négyüktől, habár külön számokban. Harrison megmutatta a szocio-politikai tudatosságát, és tiszteletet szerzett mikor megtartotta a Concert for Bangladesht New York City-ben, 1971 augusztusában, sok neves közreműködő muzsikustárssal, köztük az indiai szitár mester Ravi Shankarral.
Egy 1974-es kiadatlan jammelési szakaszon kívül (később a A Toot and a Snore néven vált ismertté) Lennon és McCartney nem rögzítettek együtt semmit.
Az 1975-ben a The Beatles szerződésének lejárata idején Az EMI-Capitollal, az American Capitol kiadó sietett pénzre váltani a rengeteg Beatles vagyonrészt, a csapat kreatív vezetőjétől, így kiadtak öt LP-t: a Rock 'n' Roll Musicot (összeállítás a gyorsabb számaikból), a The Beatles At The Hollywood Bowlt (részleteket tartalmaz két kiadatlan koncertről a Hollywood Bowlban), a Love Songst (összeállítás a lassabb számaikból), a Raritiest (összeállítás olyan számokból, amiket nem adtak ki az USA-ban) és a Reel Musicot (összeállítás olyan dalokból, amik a filmjeikben hangzottak el). Volt még egy nem EMI-Capitol kiadás is Live! at the Star-Club in Hamburg, Germany, 1962 címmel, ami a zenekar egy korai koncertjéről való felvétel a Star-Clubban, Hamburgban nem túl jó minőségű szalagon. Ezen feloszlás utáni LP-kből csak a Hollywood Bowl LP-t hagyta jóvá mindegyik együttestag. Az eredeti brit CD-k amerikai kiadásán kívül 1986-ban, ezeket a Capitol American összeállítás LP-ket törölték a Capitol katalógusból.
1980. december 8-án New York City-ben Mark David Chapman lelőtte John Lennont, az őrült rajongó még napjainkban is börtönben van. A liverpooli "Imagine" emlékműhöz rengetegen járnak zarándokolni. 1981 májusában George Harrison kiadta „All Those Years Ago” című kislemezét ami Harrison Beatlesszel töltött idejéről szólt. Egy héttel Lennon halála előtt vették fel, Starr dobolt rajta, később újraszinkronizálták új szöveggel Lennon tiszteletére. Paul és Linda McCartney később közreműködtek mint háttérvokálosok a számhoz.
A BBC-nek sok Beatles felvétele van, főleg stúdióban készültek 1963 és 1968 között. Ennek az anyagnak a java adta az alapját az 1988-as rádió dokumentum sorozatnak a The Beeb's Lost Beatles Tapesnek. 1989-ben több kivágás a Beatles munkafolyamatból feltűnt a rádió sorozatban a The Lost Lennon Tapesben. Később, 1994-ben a legjobb BBC felvételeket átadták az Emi-nek aki kiadta őket Live at the BBC címen.
1988-ban a Beatlest beiktatták a Rock and Roll Hall of Fame-be. Beiktatásuknak estéjén, Harrison és Starr jelentek meg átvenni a díjat, Lennon özvegyével Yoko Onóval és két fiával. McCartney távol maradt, és kiadott egy sajtónyilatkozatot amiben „fel nem oldott nehézségekre” hivatkozott Harrisonnal, Starr-ral és Lennon állapotával kapcsolatban. Szólóban Lennont 1994-ben, McCartney-t 1999-ben Harrisont pedig 2004-ben iktatták be, három évvel tüdőrák miatt bekövetkezett halála után.

## A stúdiómunka fejlődése
A producer George Martinnak nagy szerepe volt sikereikben. Sokat kísérletezett, hogy előhozza a zenekarban rejlő lehetőségeket. Egy gyengébb producer rájuk erőltette volna nézeteit és meggátolta volna az általa felismert és bátorított tehetség érvényesülését. Korábbi munkáinak (például a skót zenét játszó Jimmy Sanddel vagy a parodista Goonékkal) köszönhetően nyitott szemléletű, kísérletező kedvű volt, aminek következtében az együttes sokat fejlődött. Mivel a Beatles tagjai rajongói voltak a The Goon Shownak, Martin velük való kapcsolata nagy benyomást tett rájuk.
Népszerűségük csúcsán, az 1960-as évek közepén, két filmmel a hátuk mögött (Egy nehéz nap éjszakája és a Help!) az együttes befejezte a turnézást. Nem volt könnyű sok ezer sikoltozó rajongó előtt fellépni, akik rendszerint akkora zajt csináltak, hogy a zenét nem lehetett tőle hallani, ezért 1966-ban abbahagyták a koncertezést és a lemezkészítésre koncentráltak.
A folyamatosan új zenei hangzás keresése, kábítószerek hatása és a stúdiók technikai fejlődése olyan albumokat hozott létre, mint a mai napig klasszikusnak számító Revolver (1966) és Sgt. Pepper’s Lonely Hearts Club Band (1967). Különösen figyelemreméltóak az olyan felvételi „trükkök”, mint a hangszerkesztés, a szokatlan mikrofonelhelyezések, változó felvételi sebességek mellett, hogy addig a popzenében nem használt hangszerek jelentek meg lemezeiken, vonósok és rézfúvósok egyaránt, indiai hangszerek, mint a szitár, és elektronikus zenei alkalmazások, mint a mellotron és a szintetizátor.
Egyre nagyobb gondot fordítottak saját produkcióikra. Paul McCartney növekvő dominanciájának is szerepe volt azokban a feszültségekben, amelyek végül az együttes széteséséhez vezettek.
A népszerűség egyre terhesebb volt számukra és a The Beatles („Fehér Album”) megjelenésének idejére nagyon közel kerültek a feloszláshoz: a zenekar tagjai több számot egyedül vettek fel, Ringo Starr pedig a felvételek közepén két hétre eltűnt a stúdióból. 1970-re végleg búcsút mondtak egymásnak és mindegyikük megkezdte szólókarrierjének építését, változó sikerrel.

## Filmek
Filmkarrierjük az Egy nehéz nap éjszakája című (többször a Marx fivérek munkáihoz hasonlított) 1964-es vígjátékkal kezdődött. Rendezője az a Richard Lester volt, aki a televíziós The Goon Show-t is rendezte; ezt a filmet fekete-fehérben és dokumentumszerűen készítették. 1965-ben forgatták a Help! című, színes, fantasztikus filmet, egzotikus helyeken, témája egy James Bond-stílusú svindli körül bonyolódik. A Magical Mystery Tour az amerikai író, Ken Kesey LSD irányultságú busztúrájának hatására készült, de a kritika a brit tévébemutató idején, 1967-ben földbe döngölte. Mára a klasszikus kultuszfilmek közé emelkedett.
A Sárga tengeralattjáró című animációs film nem sokkal ezután készült, de maguk a zenekar tagjai viszonylag kevéssel járultak hozzá: egy élőszereplős epilógusban kaptak szerepet és négy új dalt is adtak, de ebből az egyik, az „Only A Nothern Song” a Sgt. Pepper egyik kimaradt száma volt. Ettől függetlenül a kritika ünnepelte a rajzfilm merész, innovatív grafikai stílusát és humorát, csak úgy, mint a filmzenét.
1969-ben forgatták a Let It Be-t, amely a csapat hanyatlásának dokumentuma; zenéje az azonos nevű albumon jelent meg, amit még az Abbey Road előtt vettek föl. Ez lett az utolsó lemezük, hosszas szerződéses huzavonával és Phil Spector producer kontármunkájával megspékelve. Érdekes momentum, hogy a filmért 1971-ben elnyerték az Amerikai Filmakadémiai Díját, ismertebb nevén az Oscar-díjat az eredeti dalbetétek kategóriában. Ám nem név szerint lett odaítélve a tagoknak a díj, hanem mint "The Beatles" lettek megnevezve győztesként. A díjátadón azonban nem voltak jelen, Quincy Jones ismert afro-amerikai zeneszerző vette át helyettük.
2007-ben megjelent Across The Universe musical-filmben 33 Beatles dal szólal meg, és a szereplők nevei is egy-egy dalból ismerősek.(Főszereplők: Jude/Hey Jude, Lucy/Lucy In The Sky With Diamonds). A film készítéséből az együttes tagjai nem vették ki a részüket, a stáblistán úgy vannak feltüntetve, mint a dalok szerzői.

## Eredmények
Bár tagjai viszonylag rövid időt töltöttek együtt, a Beatles jó néhány világrekordot állított fel, melyeknek egy részét máig sem döntötték meg.
- A világ legsikeresebb előadói, miután az EMI becslése szerint több mint egymilliárd lemezt/CD-t/kazettát adtak el világszerte
- Ők kapták a legtöbb platinalemezt (egyedül az Egyesült Államokban tizenhármat)
- Több listavezető számuk volt, mint bármely más együttesnek (Ausztráliában 23, Hollandiában 23, Kanadában 22, Norvégiában 21, az Egyesült Államokban 20, Svédországban 18). Érdekes módon még több daluk bekerülhetett volna ebbe a pozícióba, nem egy esetben ugyanis egymással versenyeztek. Például a "Penny Lane"-t és a "Strawberry Fields Forever"-t egyszerre, „dupla A-oldalas” kislemezként adták ki, ami az értékesítési adataik és a rádióidő megosztását okozta a két dal között. Még így is elérték a lista második helyét.
- Több listavezető nagylemezük volt, mint bármely más zenekarnak (az Egyesült Államokban 19, az Egyesült Királyságban 15)
- Ők töltötték a legtöbb időt a slágerlisták élén (174 hetet az Egyesült Királyságban, 132 hetet az Egyesült Államokban)
- Övék – a megjelenést követő első heti eladások alapján számítva – a legsikeresebb dupla album (az Anthology 1-ből 855 473 darabot adtak el 1995. november 21. és 28. között)
- Slágerlista-helyezések tekintetében Lennon és McCartney a legsikeresebb dalszerzők. Az Egyesült Államokban McCartneynak 32, Lennonnak 26 listavezető száma volt, ebből 23-at közösen jegyeztek; az Egyesült Királyságban McCartney 28, Lennon 29 száma került ilyen pozícióba, ezekből 25 volt közös szerzemény.
- 1964. április 4-én a Billboard slágerlistáján a Beatles foglalta el az első öt helyet. Ez más előadónak azóta sem sikerült. A dalok a "Can't Buy Me Love", "Twist and Shout", "She Loves You", "I Want to Hold Your Hand", és a "Please Please Me" voltak.
- A következő héten, április 11-én a 100-as listán 14 a Beatles dala volt. Ezzel megtörték a korábbi csúcstartó, Elvis Presley 1956. december 19-én felállított rekordját, aki 9 dallal szerepelt a 100-as listán.
- A "Yesterday" a legtöbbször feldolgozott dal a könnyűzene történetében, erre több mint 3000 alkalommal került sor. Ezzel bekerült a Guinness Rekordok Könyvébe. Ezen kívül ez a nemzetközi rádiózás történetének legtöbbet játszott száma is.
- Az "I Want To Hold Your Hand" volt a leggyorsabban fogyó kislemez: az Egyesült Államokban 3 nap alatt 250 ezer, az Egyesült Királyságban két hét alatt egymillió darabot adtak el belőle (az első 2 nap során csak New York városában óránként tízezret vásároltak belőle a rajongók)
- A "Can’t Buy Me Love" kislemezére adták le eddig a legtöbb előrendelést: az Egyesült Államokban 2,1 millió darabot (a megjelenés napján 940 225 darabot vásároltak belőle)
- Az Egyesült Királyságban a Sgt. Pepper’s Lonely Hearts Club Band minden idők harmadik legjobban vásárolt albuma (több mint 5,1 millió eladott darabbal.)
- 1965-ös, Shea Stadion-beli koncertjükkel új rekordot állítottak fel a koncertlátogatók számával (több mint 55 600 ember) és bevételével. Ez volt a könnyűzene történetében az első koncert, amelyre stadionban került sor, nem színházban vagy koncertteremben.
- Minden nézettségi rekordot megdöntöttek az Ed Sullivan Show-ban történt fellépésükkel: az adás több mint 70 millió nézőt vonzott. A legenda szerint még a bűnesetek száma is visszaesett ebben az időszakban, bár ez a híresztelés később hamisnak bizonyult.
- 1965. június 12-én a Beatles tagjai megkapták az MBE (A Brit Birodalom Tagja) érdemrendet.
- A Beatles az egyetlen, aki ötször szerepel az Egyesült Királyság 100 legsikeresebb kislemezének listáján. Rajtuk kívül egyetlen előadó sem szerepel kettőnél több számmal rajta.

## Zenéjük
A Beatlesre igen kevéssé hatott a blues (nem úgy, mint kortársára, a Rolling Stonesra). Bár zenéjük nagyon különböző forrásokból táplálkozott, valódi gyökere a popzene volt. Sajátos énekharmóniáiban felfedezhető a korai Motown művészeinek hatása; leginkább valószínűleg Chuck Berry zenéje a Beatles hangzásának eredete (a "Roll Over Beethoven"-t és a "Rock And Roll Music"-ot feldolgozták korai lemezeiken, de koncerten más számokat is játszottak tőle). Berry hatása később is nyilvánvaló, olyan számok esetén, mint az "Everybody's Got Something to Hide Except Me And My Monkey" (1968) vagy a "Come Together" (1969). Amikor a "Come Together" megjelent, Chuck Berry jogutódja beperelte John Lennont szerzői jogok sértése miatt azzal, hogy nagyon hasonlít a "You Can't Catch Me"-re. A per megegyezéssel végződött, és Lennonnak később lehetősége nyílt néhány Berry-dal feldolgozására.
Néhányan állítják, hogy a Beatlest leginkább befolyásoló művész Elvis Presley volt. Ez kétséges. Paul McCartney egy interjúban azt mondta, hogy Elvis ébresztette fel az érdeklődését a gitár iránt és John Lennon is szerette a zenéjét. Mások szerint viszont Elvis annyira kis mértékben fedezhető fel az együttes hangzásában, számaik stílusában, és mivel olyan széles körből találhatunk rájuk ható zenei stílusokat, mint pop, R&B, soul és korai rock, hogy John és Paul ezt nyilvánvalóan más előadóktól is átvehették és Paul biztosan számtalan más okból is gitárt ragadott volna.
Mindannyian nagyon szerették Little Richard számait és néhány dalukban – különösen karrierjük elején – ők is használták a rá jellemző fejhangokat. 1962-ben együtt turnéztak Hamburgban, és a Star Clubban együtt adták elő a "Long Tall Sally"-t. Ez a dal a Beatles állandó koncertszámai közé tartozott, és a McCartney-féle feldolgozását (amely különböző válogatáslemezeken jelent meg, ill. Amerikában a The Beatles' Second Album-on) Paul legjobb rockénekesi teljesítményének tartják.
Elismerten fontos szerepe volt McCartney zenei fejlődésében Brian Wilsonnak a Beach Boys-ból. Wilson elmesélte, hogy a Rubber Soul amerikai verziója inspirálta a Pet Sound album elkészítésére, aminek hatására McCartney kitalálta a Sgt. Pepper’s Lonely Hearts Club Band koncepcióját. Másik példa a "Back in the USSR", amely a Beach Boys "California Girls" című számára való utalásokat tartalmaz.
Az Everly Brothers szintén nagy hatással voltak a Beatlesre. John és Paul folyamatosan utánozni próbálták Don és Phil Everly jól felismerhető kettős harmóniáit. Az 1962-es Love Me Do és "Please Please Me" felvételek vokális része sokat köszönhet az Everlyék "Cathy's Clown" (1960) című számában felbukkant újdonságnak. Egyébként a "Cathy's Clown" volt az első olyan dal, amelyik egyszerre volt listavezető az Atlanti-óceán mindkét partján.
Gerry Goffin és Carole King zenéjét is meg kell említeni, akik héthúros gitárt használtak. A Beatles megkísérelte az ő számaik kifinomultságát Buddy Holly, Berry és egyéb korai rock and roll előadók egyszerűségével vegyíteni. Lennon és McCartney dalszerzői együttműködését Goffin és King kapcsolata inspirálta és indulásukkor arról álmodtak, hogy olyanok lesznek, mint ők.
John Lennon kezdeti stílusa sokat köszönhet Buddy Hollynak és Roy Orbisonnak ("Misery" (1963) és "Please Please Me" (1963)). "That'll Be the Day" volt az első dal, amelyiket Lennon megtanult játszani és énekelni, és első dalaik eléggé hasonlítottak hozzá. McCartney beismerte, hogy "Legalább az első negyven, általunk írt dal Buddy Holly hatására született". Lennon nyilatkozata szerint "Buddy Holly elfogadhatóvá tette, hogy valaki szemüveget viselt. ÉN voltam Buddy Holly". Még a Beatles elnevezése is a zenész együttesének, The Crickets (Tücsök) nevű zenekarára utalt. A Beatles 65 albumon szerepelt egy Holly-feldolgozás, a "Words of Love".
Miután megismerkedtek Bob Dylan műveivel, Lennon a folkzene hatása alá került ("You've Got To Hide Your Love Away" és "Norwegian Wood"), majd a pszichedelikus zene felé irányította az együttest ("Strawberry Fields Forever", "Tomorrow Never Knows" és "I Am the Walrus"). A Beatles karrierjének késői szakasza során Lennon érdeklődése visszatért a korai rockzenéhez ("Don't Let Me Down" 1969-ből).
Paul McCartney legjobban talán a zenekar romantikus balladáinak írójaként ismert, kezdve az 1965-ös "Yesterday"-jel. Olyan művészi és új formátumú dalok kötődnek a nevéhez, mint az "Eleanor Rigby" és a "She's Leaving Home". Egyre inkább az R&B hatása alá került, a fejlődés nyomon követhető az "I Saw Her Standing There"-től (1963) a "Lady Madonna"-ig (1968). A "Helter Skelter" (1968) – mely egy korai heavy metal műnek is tekinthető – szintén Paul szerzeménye. Nagyszerűen bánt a zongorával, és a billentyűs hangszerek fontos szerepet játszottak mind zeneszerzői, mind előadói karrierje során. Érdekes módon sem McCartney, sem Lennon nem tanultak meg kottát olvasni.
George Harrison korai gitárstílusa az 1950-es évekbeli rockabilly nagyjaihoz hasonlított, mint Carl Perkins, Scotty Moore (ő Elvissel dolgozott) és Duane Eddy. Az "All My Loving" (1963) és a "She's A Woman" (1964) ennek az időszaknak a tipikus képviselői.
1965-ben Harrison valami újat hozott a nyugati kultúrába, amikor a "Norwegian Wood"-ban együtt dolgozott az indiai szitárművésszel, Ravi Shankarral. A vele való hosszú együttműködés eredményeképp George szerzeményei közül sok alapult a hindu zenén, például a "Love You To" (1966), "Within You, Without You" (1967), és a "The Inner Light" (1968). Az indiai zene és kultúra a zenekar egészét befolyásolta, ennek példái a "Tomorrow Never Knows" vagy a "Dear Prudence" is. Harrison későbbi munkáiban visszatért a nyugati zenéhez és jelentős popzenei zeneszerzővé vált, időnként olyan témákkal, amelyek jelezték kapcsolatát az indiai zenével és a hindu istennel, Krisnával.
Ringo Starr szerepe a Beatles hangzásában kevésbé ismert, mivel Ringo maga ritkán írt dalokat. Bár általában lágy baritonjáról ("Yellow Submarine" vagy az "Octopus's Garden"), megbízható dobjátékáról és egyszerű, közvetlen modoráról közismert, ő volt a felelős a zenekar időnkénti és megdöbbentően autentikus country-hangzásáért is ("What Goes On", "Don't Pass Me By").
A Beatles későbbi zenéjében a dalok üteme lelassul, rendszerint nagyobb szerep jut a dallamnak és a hangszerelésnek, mint a ritmusnak. Erre a stílusra jó példa a "Penny Lane" (1967).

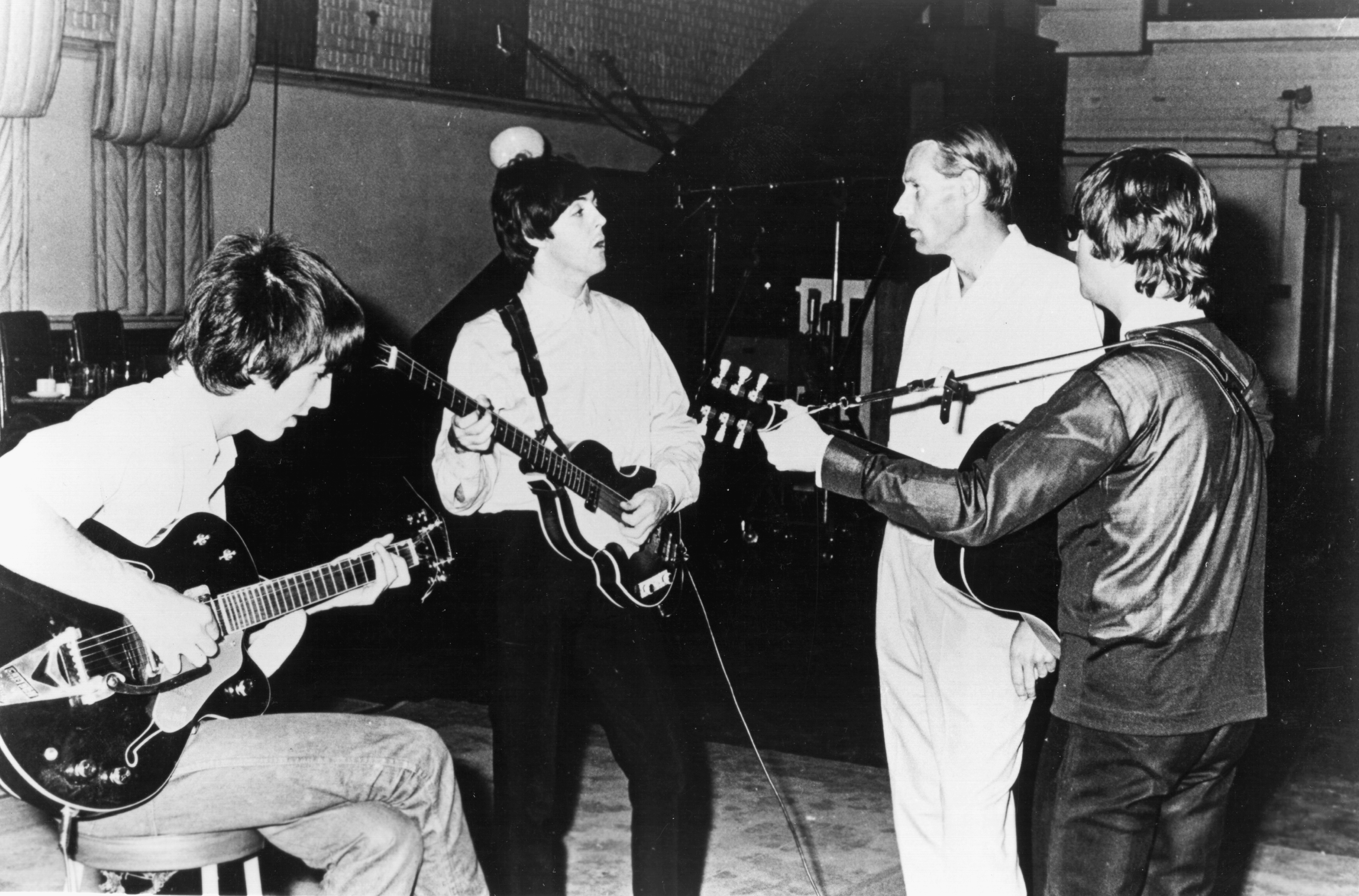
A Beatles és George Martin a stúdióban (1966)

A zenekar 1966-os döntése a koncertezés befejezéséről hirtelen irányváltást hozott. A "Paperback Writer"-t ért kritikák után kreatív energiájukat a stúdiómunkákba öntötték, olyan eredmény érdekében, amire büszkék lehetnek. A fejlődés trendje eddig is az egyre növekvő komplexitás irányába tartott technikailag és stílusukban is, de a folyamat látványosan felgyorsult, mint az a Revolveren is látható volt. Az új dalok témája többé nem te, én, szerelem, fiú és lány találkozása és hasonlók voltak, mint 1963-ban, amikor munkájuk elég nagy hasonlóságot mutatott például a Hollies zenéjével is. Ettől ekkorra elég messze kerültek és a témák a házjavítástól a cirkuszon át a nonszensz dalokig terjedtek.
A zene bonyolultsága, mely a Sgt. Pepper albumon olyan látványos, a Yellow Submarine-en érte el csúcsát. Részben – az "It's All Too Much" és az "Only A Northern Song" – az 1967-es lemezről kimaradt dalok kerültek rá, és csak ekkor (1969 januárjában, a Yellow Submarine film zenéjéhez) kerültek felhasználásra. Nyilvánvaló, hogy a Beatles maga nem érdeklődött túlságosan a projekt iránt, így nem érezték fontosnak, hogy sok új anyagot írjanak hozzá.
A Revolver/Sgt. Pepper időszak után úgy tűnt, kreativitásuk kifulladt és The Beatles elnevezésű dupla albumuknál, melyet nagyrészt Indiában írtak, visszatértek az egyszerűbb stílushoz és témákhoz (például "Birthday" – születésnap). Néhány dal zeneileg (mint a "Why Don't We Do It In The Road" vagy a "Wild Honey Pie") sokkal kevésbé volt összetett, mint legtöbb, két évvel korábbi anyaguk és 1969-ben, a "Get Back" projekt felvételeikor – az 1970-ben megjelent Let It Be alapjai – a zenekar kezdett szétesni. (A projekt arra irányult, hogy komoly hangtechnikai vágás és egyéb mesterséges hatások kiküszöbölésével visszatérjenek a zene alapjaihoz. A sors iróniája, hogy Let It Be-t agyontömték aláfestő zenével, és komoly mennyiségű hangmontírozást is alkalmazott rajta producere, Phil Spector). Mivel a Beatles nem akarta ennyiben hagyni a dolgokat, felvettek egy utolsó albumot, az Abbey Roadot, amely érettebb kísérlet annak a törekvésnek a megvalósítására, hogy a stúdiótechnikát a dalok jobbítására használják ahelyett, hogy kísérleteznének, aztán megnéznék, hogy is hangzik ez az egész.
A Beatles számait mai napig játsszák különböző emlékzenekarok koncertjein és zenés színpadi darabokban.
Zenéjük igazi erejét valószínűleg John és Paul kontrasztos stílusa adta. Lennon számai az akkori ízlésnek túl szarkasztikusak és „szkizofrének” voltak, nehéz lett volna egy teljes, 45 perces albumot eladni velük; McCartney albuma pedig túl nyálasnak ígérkezett. Mikor a két stílust kombinálták, a dalok kiegyensúlyozták egymást. Egy kis keleties Harrisonnal megfűszerezve a lemezek sokkal erőteljesebbek lettek, mint az az egyedi számok összességéből következett volna.

## Érdekességek
- Ringo Starr, Paul McCartney, Linda McCartney és George Harrison is felléptek vendégművészként A Simpson család című animációs sorozatban, bár nem egyidőben. Ez az egyetlen nem varieté jellegű műsor, amelyikben mindegyik, John Lennont túlélő Beatles-tag szerepelt.
- George Harrison részt vett Eric Idle és Niel Innes Rutles című filmjének elkészítésében, ami gyakorlatilag egy Beatles-paródia. Innesnek még a Beatles dalok zenéjét és szövegét is sikerült kifiguráznia, alig kevésbé hihető számokkal, mint az eredetiek voltak.
- A Beatles már az 1960-as években szerette volna megfilmesíteni A Gyűrűk Urát, nyilatkozta egy újságnak Peter Jackson, a nagysikerű film rendezője, akinek maga Paul McCartney mesélte el, hogy tervükből végül azért nem lett semmi, mert a megfilmesítés jogaival akkor még Tolkien rendelkezett, aki pedig nem lelkesedett az ötletért, hogy a liverpooli négyes vigye mozivászonra művét. McCartney szerint John Lennon játszotta volna Gollamot, Csavardi Samut Ringo Starr, Gandalfot George Harrison, míg maga McCartney Frodót alakította volna. Jackson szerint azért is kár, hogy a projektből nem lett semmi, mert a fiúk biztosan zseniális dalokat írtak volna a filmhez.
- A Beatles egyik tagja sem tudott kottázni.

## Diszkográfia
- Please Please Me – 1963. március 22.
- With the Beatles – 1963. november 22.
- A Hard Day’s Night – 1964. július 10.
- Beatles for Sale – 1964. december 4.
- Help! – 1965. augusztus 6.
- Rubber Soul – 1965. december 3.
- Revolver – 1966. augusztus 5.
- Sgt. Pepper’s Lonely Hearts Club Band – 1967. június 1.
- Magical Mystery Tour – 1967. november 27.
- The Beatles (White Album) – 1968. november 22.
- Yellow Submarine – 1969. január 17.
- Abbey Road – 1969. szeptember 26.
- Let It Be – 1970. május 8.

## Magyar nyelven megjelent könyvek
- Ungvári Tamásː Beatles biblia. A négy apostol mítosza; Gondolat, Budapest, 1969
- A Beatles most és mindörökké. Egy kiállítás képei; Rainer Moers dokumentumainak felhasználásával összeáll. Ungvári Tamás; Sportpropaganda, Budapest, 1982
- Ungvári Tamásː Beatles biblia. A négy apostol mítosza; 2. bőv. kiad.; Zeneműkiadó, Budapest, 1982
- Molnár Imre–Molnár Gábor: Halhatatlan Beatles. Lírai monográfia; magánkiadás, Budapest, 1986 ISBN 963-500-451-6
- Lennon–McCartney: Yesterday. Beatles dalszövegek angolul és magyarul; összegyűjt., vál., sajtó alá rend., ford. Márton András; Maecenas, Budapest, 1990 ISBN 963-7425-32-2
- B mint Beatles. Szórakoztató Beatles-enciklopédia; szerk. Bánosi György, összeáll. Bánosi György, Tihanyi Ernő, Horváth Endre, fotó Horváth Endre; Sygnatura, Budapest, 1993 ISBN 963 8208 104
- Együtt a Beatlesekkel. Hoffmann Dezső fotói, 1962–65; szerk. Pearce Marchbank, közrem. Sally Payne, bev. Szántó Péter, ford. Szervánszky Attila; Berger, Budapest, 1993
- Jon Ewingː Beatles; ford. Bihari Balázs, Kozma Zsolt; Kulturtrade, Budapest, 1994 (CD-könyvtár)
- Brandon Toropovː Mágikus, misztikus utazás. With the Beatles. 909 kérdés és válasz a Beatlesről; ford. Dani János; Alexandra, Pécs, 1998
- Ian MacDonaldː A fejek forradalma. A Beatles dalai és a hatvanas évek; ford. Révbíró Tamás; Park, Budapest, 1999
- Molnár Imre–Molnár Gáborː Halhatatlan Beatles. Lírai monográfia; CMGK, Budapest, 2001
- The Beatles. Antológia; szerk. Brian Roylance et al., ford. Árokszállásy Zoltán, Béresi Csilla; Kossuth, Budapest, 2001
- Benedek Szabolcsː George Harrison, 1943–2001. A Beatles-gitáros emlékére; Halász–Royal Press, Pécs–Göd, 2001 (Dekameron könyvek)
- Bánosi György–Tihanyi Ernő: Beatles zenei kalauz. 1958–1999. Az együttzenélés esztendői és a szólóévek; Anno, Budapest, 2001 ISBN 963-85389-5-3
- Bob Spitzː A Beatles teljes története; ford. Várady Soma; Európa, Budapest, 2008
- Ungvári Tamásː Új Beatles biblia. A négy apostol mítosza; diszkográfia Kis Kós Antal, képanyag Illés Andrea; Scolar, Budapest, 2011 ISBN 978-963-244-255-6
- Benedek Szabolcsː Beatles apokrif. A feloszlás után; Scolar, Budapest, 2012 ISBN 963-244-322-5
- Ian MacDonaldː A fejek forradalma. A Beatles dalai és a hatvanas évek. Lennon, McCartney, Harrison, Starr; ford. Révbíró Tamás; 3. jav., bőv. kiad.; Trubadúr, Budapest, 2015
- Marsi Józsefː Beatles kódex. A Beatles több mint 1100 felvételének adatgyűjteménye, angol és amerikai lemezeinek teljes katalógusa; szerk.; magánkiadás, Budapest, 2015 ISBN 978-963-12-3604-0
- Vámos Miklós: Beatles és én; Európa, Budapest, 2015 ISBN 978 963 405 205 0
- Koncz Évaː The Beatles love; szerzői, Budapest, 2016
- Benedek Szabolcsː Beatles vágatlanul; Trubadúr, Budapest, 2017
- Amikor 64 leszek. Csupa Beatles; ford. Bolgár György; Kossuth, Budapest, 2019
- The Beatles Get Back, A Beatles szavaival, Helikon kiadó, ford: Ipacs Tibor, 2021
- Marsi József: Beatles Kódex – A Beatles együttes teljes életművének enciklopédiája (bővített kiadás) Könyvműhely, Budapest, 2022, ISBN 978-615-01-5036-9
- Marsi József: 100 Beatles-sztori, amit nem ismersz, Könyvműhely, Budapest, 2022, ISBN: 978-615-01-6603-2
- Losonczy Zoltán: Retrospektív Beatles kommentár, Könyvműhely, Budapest, 2022, ISBN 978-615-01-5458-9
- Losonczy Zoltán: Retrospektív Beatles kommentár (átdolgozott kiadás) Könyvműhely, Budapest, 2022, ISBN 978-615-01-6689-6

## Egri Road Beatles Múzeum

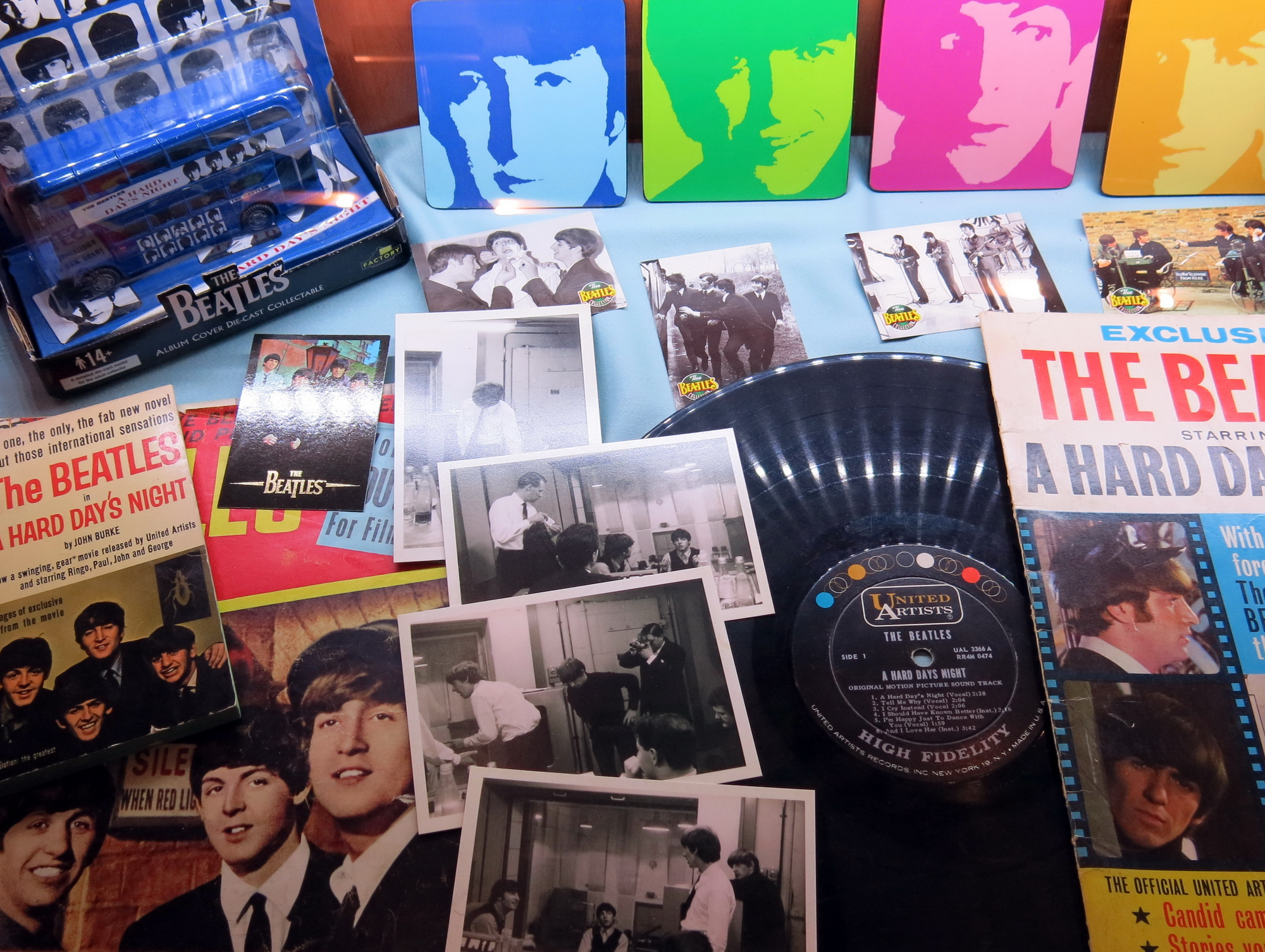
Az egri Beatles múzeum egyik asztala

Az Egri Road Beatles Múzeum, a Kelet-Közép Európai régió egyetlen Beatles múzeuma 2015. május 15-én nyitotta meg kapuit Egerben. A pincétől az emeletig majd 2000 tárgyi emléket felvonultató múzeum a pincehelyiségben található rövid, filmes bevezető után kronológiai sorrendben, multimédiás falak alkalmazásával mutatja be a Beatles történetét. Filmrészletek, korabeli híradók, interjúk, koncertfelvételek tekinthetők meg gombnyomásra, illetve fejhallgatón keresztül hallgathat bele a látogató a zenekar műveibe. A vitrinekben korabeli sajtótermékek, ruhadarabok, makettek, limitált kiadások, ritkaságok tekinthetők meg. Bábuk, poszterek, zászlók, fali grafikák, a zenekar hangszereinek pontos mása, a Sárga tengeralattjáróba való bepillantás, a Bors Őrmester lemez monumentális megjelenítése, játékok és élményfotózás varázsolja vissza a látogatót a legendás hatvanas évekbe.